# Östervärn

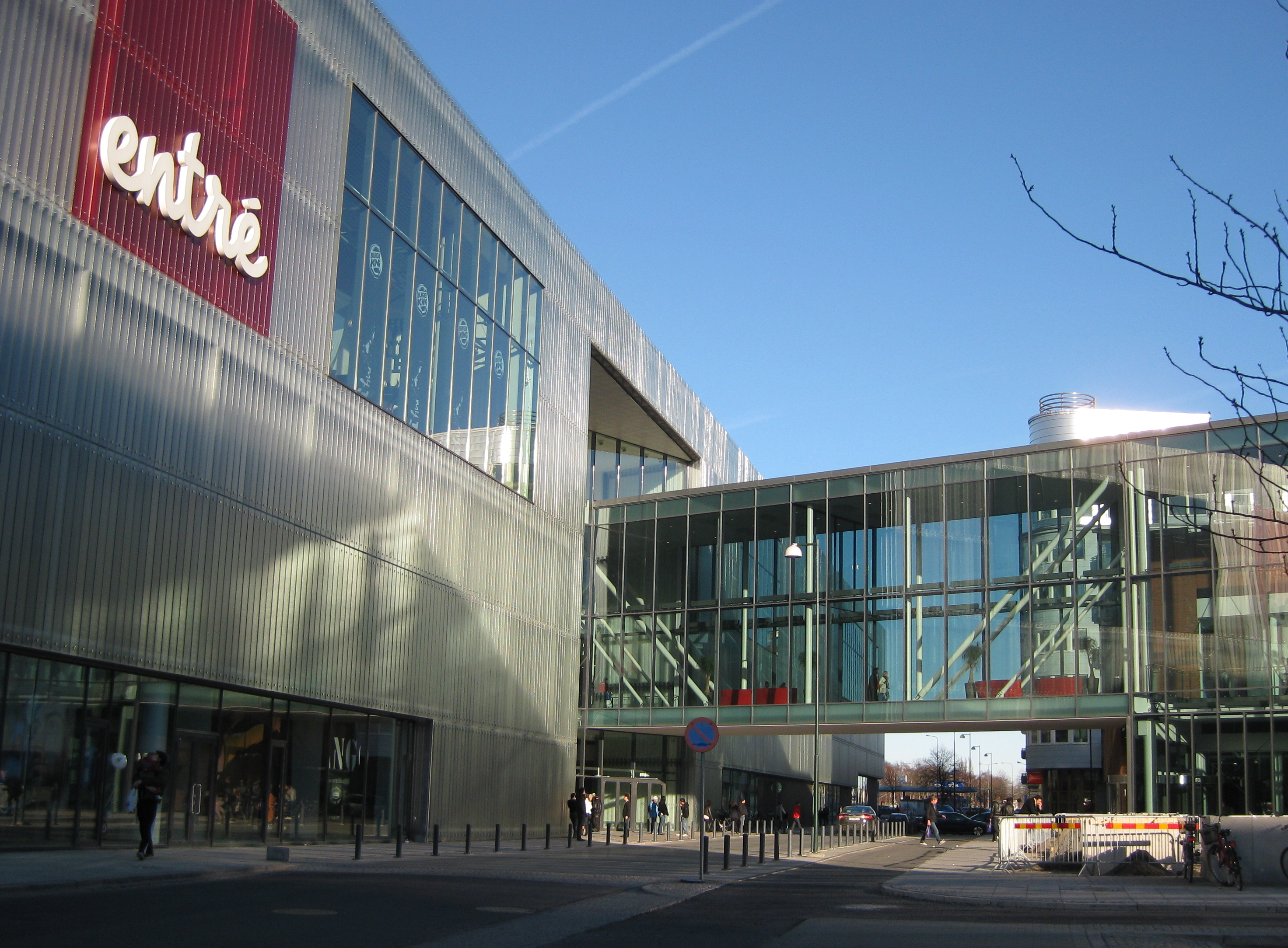
Entré Malmö.

Östervärn är ett delområde i norra Malmö, i stadsdelen Malmö Centrum, norr och öster om Värnhemstorget (som dock tillhör delområdet Rörsjöstaden). Området avgränsas av Kontinentalbanan i norr, Hornsgatan och Drottninggatan i väster, Nobelvägen och dess förlängning Södra Bulltoftavägen i öster samt Sallerupsvägen och Östra Förstadsgatan (däribland Värnhemstorget) i söder. I området finns bland annat gatorna Östervärnsgatan, Ringgatan, Värnhemsgatan, Höstgatan, Vårgatan, delar av Hornsgatan och samt delar av Zenithgatan väster om Sallerupsvägen.
Områdets bostäder ligger främst i den sydöstra delen och består huvudsakligen av bostadsrättsföreningar med 4–5 våningar höga hus. Mellan Sallerupsvägen, Nobelvägen, Höstgatan och Lundavägen finns här en väl samlad stenstadsbebyggelse med byggnader från sekelskiftet 1900 och 1920-talet. Dessa kvarter byggdes efter en stadsplan ritad i början av 1900-talet av Anders Nilsson, känd som Major Nilsson, och den har en för honom typisk medeltidsinspirerad utformning av gatunätet med oregelbundna kvarter och krökta gator. Denna bebyggelse utgör delvis en inramning av Värnhemstorget. Länge fanns ett stort antal avrivna tomter i detta område, men dessa har blivit bebyggda.[när?]
Norr om Värnhemstorget finns "Entré Malmö", ett upplevelsecentrum med biografer, affärer och restauranger. Affärskomplexet invigdes  2009. Strax intill, i kvarteret Svante vid Lundavägen, har MKB byggt 228 nya bostäder. I samma kvarter, men vid Ringgatan, hade Malmö Kaffekompani sina lokaler från 1898. Det var ett av Sveriges ledande kafferosterier, vars varumärke Solo levde kvar till 1982.
I den norra delen av Östervärn, norr om Hornsgatan, finns bland annat en bilfirma och ett hotell. Vid Lundavägen ligger två små hus som är bland få bevarade rester av den lantliga bebyggelse som kantade infartsvägarna till Malmö före industrialismens genombrott. Kommunen planerar för stadsförtätning på den "ineffektivt använda industrimark" som finns på bägge sidor om järnvägen.

## Järnväg
Huvudartikel: Östervärns station
På gränsen mellan Östervärn och Kirsebergsstaden finns en järnvägsstation med namnet Östervärn. Den hette tidigare Lundavägen men fick vid en ombyggnad år 2000 överta namnet Östervärn från den nedlagda station som funnits i närheten. Stationen ligger på Kontinentalbanan och trafikeras sedan december 2018 av pågatågen på  Malmöringen.

## Gatunätet
- Värnhemsgatans hus tillkom främst under 1930-talet. Gatan sträcker sig från Östervärnsgatan i nordväst till Nobelvägen i sydost. Gatan är rak men den södra delen svänger aningen mot öster.
- Vårgatan sträcker sig från Lundavägen till Nobelvägen. Den har också en krökning i sin sträckning.
- Höstgatan är sedan 1962 namn på en del av den äldre Fredsgatan, som numera är uppdelad i Tågmästaregatan, Konduktörsgatan, Fredsgatan, Höstgatan, Åsgårdsgatan och Idaborgsgatan. Själva gatusträckningen kom dock till mycket tidigare.